# Presidente do Turquemenistão
O Presidente do Turcomenistão é chefe de Estado e de governo do Turcomenistão. Exerce também as funções de chefe do poder executivo do país e tem a responsabilidade constitucional de garantir a independência nacional, a integridade territorial e o cumprimento da constituição do país e dos acordos internacionais.
Serdar Berdimuhammedow é o presidente do Turcomenistão desde 2022. Nas eleições presidenciais de 2022, Berdimuhammedow recebeu 73% dos votos populares em uma eleição com outros oito candidatos. Em 2016, foram realizadas reformas legislativas, resultando na eliminação do limite do número de mandatos presidenciais consecutivos, a remoção do limite de idade de 70 anos e a extensão do mandato de cinco para sete anos.

## Cargo
A constituição do Turcomenistão requer que o presidente seja um cidadão turcomeno, residente no país, com mais de 40 anos de idade. A eleição se dá de forma direta e o presidente assume imediatamente o cargo após fazer o juramento em uma sessão do Conselho Popular do Turcomenistão. Os Artigos 50 a 58 da constituição de 2008 descrevem os poderes do presidente, colocando-o a cargo da política externa e delegando-o o posto de comandante em chefe do país (Artigo 53).

## Lista dos presidentes
| Nº | Presidente                 | Retrato                    | Mandato                                        | Vice-presidente(s)               | Partido             | Eleição | Notas      |
| -- | -------------------------- | -------------------------- | ---------------------------------------------- | -------------------------------- | ------------------- | ------- | ---------- |
| 1  | Saparmyrat Nyýazow         |                            | 2 de novembro de 1990 – 21 de dezembro de 2006 | nenhum                           | Partido Comunista   | 1990    | [ nota 1 ] |
| 1  | Saparmyrat Nyýazow         | Atta Charyyev              | 2 de novembro de 1990 – 21 de dezembro de 2006 | Partido Democrático              | 1992                |         | [ nota 1 ] |
| 1  | Saparmyrat Nyýazow         | Orazgeldi Aydogdyev        | 2 de novembro de 1990 – 21 de dezembro de 2006 | Partido Democrático              | 1992                |         | [ nota 1 ] |
| 1  | Saparmyrat Nyýazow         | Gurbanguly Berdimuhammedow | 2 de novembro de 1990 – 21 de dezembro de 2006 | Partido Democrático              | 1992                |         | [ nota 1 ] |
| 2  | Gurbanguly Berdimuhammedow |                            | 21 de dezembro de 2006 – 19 de março de 2022   | nenhum                           | Partido Democrático | -       | [ nota 2 ] |
| 2  | Gurbanguly Berdimuhammedow | Raşit Meredow              | 21 de dezembro de 2006 – 19 de março de 2022   | 2007                             | Partido Democrático |         | [ nota 2 ] |
| 2  | Gurbanguly Berdimuhammedow | Raşit Meredow              | 21 de dezembro de 2006 – 19 de março de 2022   | 2012                             | Partido Democrático |         | [ nota 2 ] |
| 2  | Gurbanguly Berdimuhammedow | Raşit Meredow              | 21 de dezembro de 2006 – 19 de março de 2022   | sem partido                      | 2017                |         | [ nota 2 ] |
| 3  | Serdar Berdimuhammedow     | Raşit Meredow              |                                                | 19 de março de 2022 – atualidade | Partido Democrático | 2022    |            |

## Tempo no cargo
| Nº | Presidente                | Tempo no cargo     | Tempo no cargo    |
| -- | ------------------------- | ------------------ | ----------------- |
| 1  | Saparmyrat Nyýazow        | 16 anos e 49 dias  | 16 anos e 49 dias |
| —  | Gurbanguly Berdimuhamedow | 55 dias (interino) | 15 anos e 88 dias |
| 2  | Gurbanguly Berdimuhamedow | 15 anos e 33 dias  | 15 anos e 88 dias |
| 3  | Serdar Berdimuhamedow     | 3 anos e 0 dias    | 3 anos e 0 dias   |